# Charles Ceberet
Charles Ceberet (février 1602 - 1662) est un maître écrivain actif à Paris durant le second quart du XVIIe siècle, secrétaire du roi.

## Biographie
Né en février 1602, il est fils de Jean Céberet, « conseiller secrétaire du Roi, maison et couronne de France au nombre de ses soixante-six » entre 1611 et 1616, puis secrétaire de l’ambassadeur du roi à Venise vers 1624, et de Louise ou Lucrèce Le Cocq.
Charles a épousé Marguerite Le Secq et est mort le 29 octobre 1662 (il habitait alors rue du Coq à Paris, paroisse Saint-Germain l’Auxerrois). Il a eu un fils André né le 8 février 1646.
Il fut reçu le 16 avril 1637 conseiller-secrétaire du Roi, Maison et Couronne de France et de ses finances. Le 26 novembre 1657, il reçoit ses lettres d’honneur de secrétaire du Roi, enregistrées le 13 mars 1658. Le même 26 novembre 1657 il résigne cette charge en faveur d’André Recoquillé.
Il fut aussi secrétaire d'Anne d'Autriche (1601-1666), de 1640 à 1650, et premier secrétaire du chancelier Pierre Séguier depuis 1633 jusqu’en mars 1653 au moins.
Il a parfois été confondu avec son frère André Ceberet, secrétaire du cardinal de Richelieu.

## Œuvres

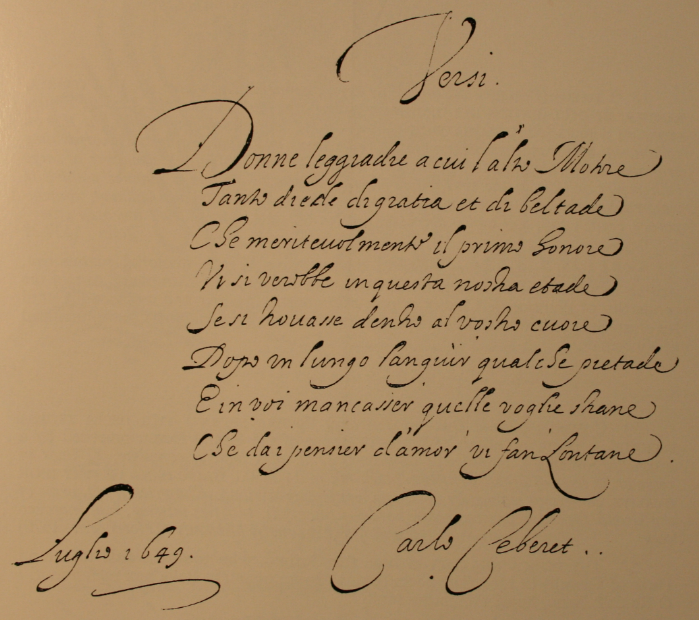
Une page en italien des Diverses manières d'écrire..., juillet 1649.

On connaît de lui un recueil d’exemples :
- Diverses manières d'écrire. Paris, 1649, manuscrit 8° obl., 64 p., relié en veau. Signé par Ceberet comme « secretairre du Roy ». Cat. Hutton n° 17. Non localisé.